# 余立
余立（1920年12月—），男，江苏泰兴人，中国高等教育学家，曾任上海市高等教育局副局长，上海市高等教育学会会长，中国高等教育学会常务理事。

## 生平
1983年5月28日至30日，中国高等教育学会在北京召开成立大会，大会选举了第一届理事会成员，他出任常务理事。